# McDonnell Douglas X-36
McDonnell Douglas (později Boeing) X-36 Tailless Fighter Agility Research Aircraft byl americký experimentální proudový letoun, zkonstruovaný bez klasických ocasních ploch jaké má většina letadel. Inovativní návrh ověřoval přínos ve snížení hmotnosti, radarového odrazu, zvýšení doletu a zlepšení manévrovatelnosti, tedy parametrů, které se měly hodit budoucím stíhacím letounům. K jeho vývoji a zkušebnímu programu se spojili odborníci z Phantom Works s civilními zaměstnanci NASA Ames Research Center.

## Vznik a vývoj
X-36 vznikl v měřítku zmenšeném na 28 % velikosti případného stíhače a byl řízen dálkově z pozemního virtuálního kokpitu pilotem, jehož výhled zajišťovala videokamera instalovaná pod překrytem kabiny.
Ovládání zajišťovaly kachní plochy instalované před křídly a decelerony (kombinující funkci křidélek a aerodynamických brzd) na křídlech, a směrové ovládání dále zajišťoval pokročilý systém horizontálního vektorování tahu výstupní trysky motoru. X-36 byl navržen jako aerodynamicky nestabilní v příčné i podélné ose, a stabilitu letu zajišťoval pokročilý systém kontroly fly-by-wire.
Poprvé vzlétl 17. května 1997 a dva postavené kusy v dílnách v St. Louis uskutečnily do 25. září 1997 celkem 25 úspěšných experimentálních letů. Typ měl dobré letové vlastnosti, a podle zpráv naplnil, či dokonce překonal, plánované cíle projektu. Disponoval také vysokou manévrovací schopností, která by byla ideální u stíhacího letounu, ale navzdory této potenciální vhodnosti, a velmi úspěšného programu zkoušek, nedošlo k oficiálnímu vyjádření zda na jeho základě bude přikročeno k dalšímu vývoji.

## Zachované kusy
- První vyrobený stroj je vystaven v galerii pokusných a vývojových letadel Národního muzea USAF[3] na základně Wright-Patterson nedaleko ohijského Daytonu. Byl sem předán 16. července 2003, stejného dne jako Boeing Bird of Prey.[4]
- Druhý exemplář je vystaven před budovou Air Force Test Flight Center Museum (Muzea letového zkušebního střediska USAF) na kalifornské základně Edwards.

## Specifikace

Třípohledový nákres X-36

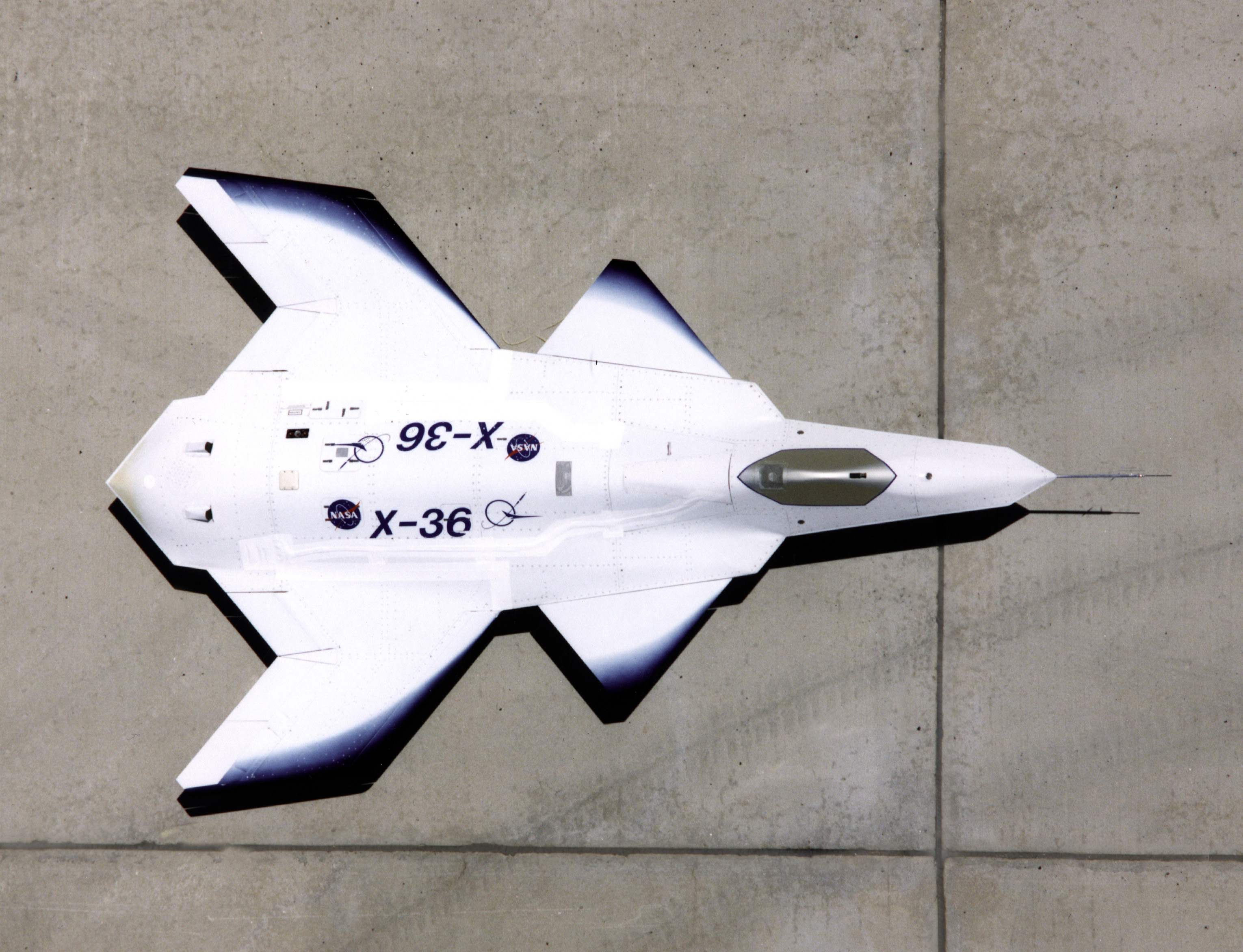
Půdorysný pohled na X-36

Data podle a 

### Technické údaje
- Posádka: 0 (dálkové ovládání ze země)
- Délka: 5,55 m (18 stop a 2,5 palce)
- Rozpětí křídel: 3,15 m (10 stop a 4 palce)
- Výška: 0,95 m (3 stopy a 1,5 palce)
- Maximální vzletová hmotnost: 567 kg (1 250 liber)
- Pohonná jednotka: 1 × dvouproudový motor Williams International F112
- Tah pohonné jednotky: 3,1 kN

### Výkony
- Maximální rychlost: 377 km/h (203,5 uzlů, 234 mph)
- Dostup: 6 250 m (20 500 stop)